# Kitron

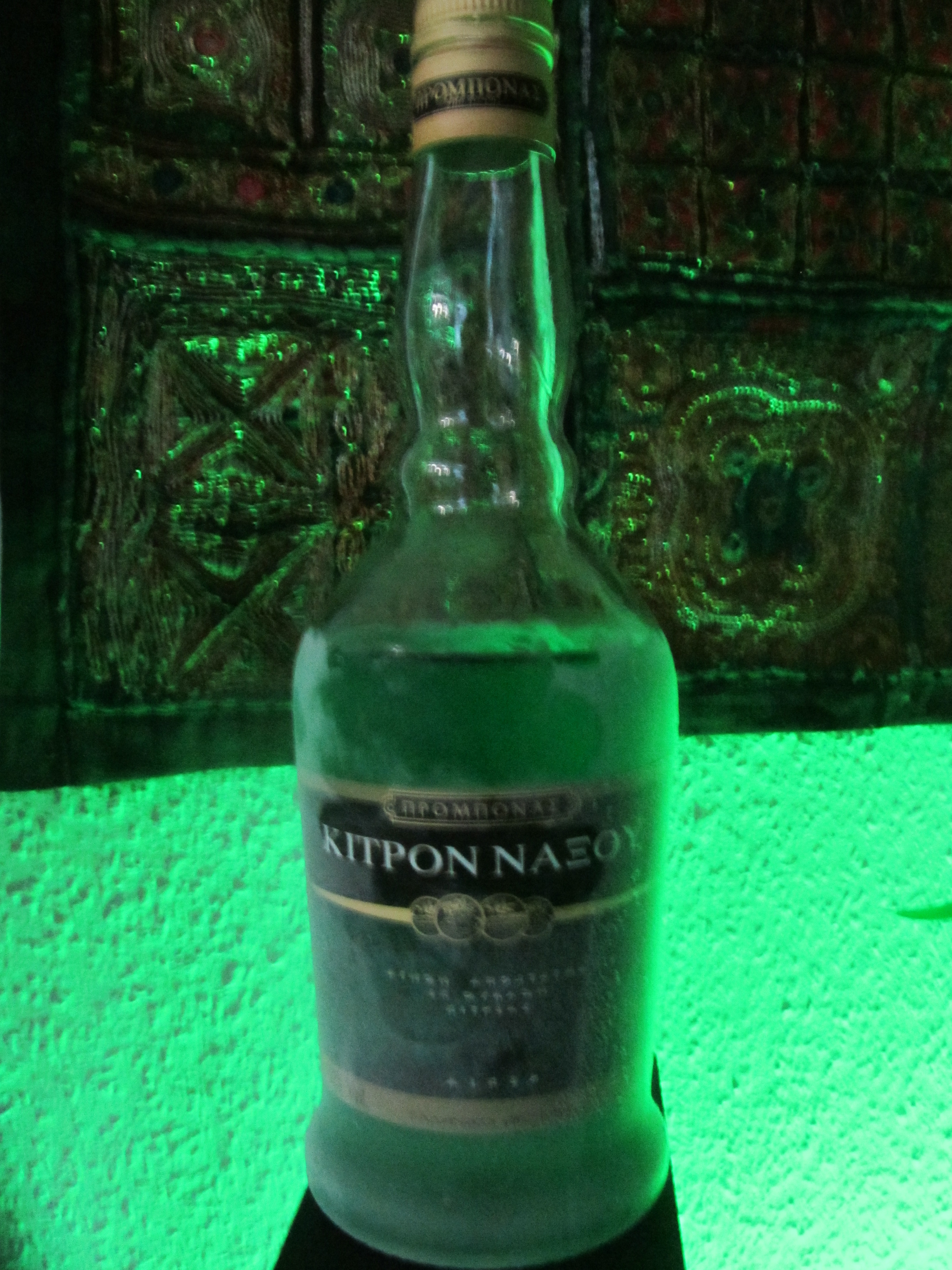
Fles kitron

Kitron (Grieks: Κίτρον) is een plaatselijke likeur op het Griekse eiland Naxos. Het wordt gemaakt van de vrucht en het blad van een speciaal soort citroen (citron), gecombineerd met alcohol en suiker. 
Kitron wordt gemaakt in drie varianten, op het oog herkenbaar aan de kleur. De groene variant is erg zoet en bevat ongeveer 30 % alcohol. De gele Kitron bevat weinig suiker en ongeveer 36% alcohol. De transparante versie van de likeur is tot slot de versie die daar tussenin ligt (33%) en is het meest toegankelijk is voor onervaren drinkers.
De drank werd voor het eerst gemaakt in 1896 in Halki, een dorp op Naxos. De destilleerderij is daar nog steeds gevestigd, en tegenwoordig gedeeltelijk te bezichtigen als museum. Kitron was in de jaren 80 in Europa redelijk populair, maar is tegenwoordig vrijwel alleen nog op Naxos verkrijgbaar.